# Héctor Gil
Héctor Gil (12 settembre 1962) è un ex cestista dominicano.

## Carriera
Con la Rep. Dominicana ha disputato due edizioni dei Campionati americani (1989, 1997).